# Poly-U-Experiment
Beim Poly-U-Experiment des US-amerikanischen Biochemikers Marshall Nirenberg und dessen deutschem Post-Doktoranden Heinrich Matthaei aus dem Jahre 1961 konnte erstmals eine genetische Codierungseinheit identifiziert werden – die Aminosäure Phenylalanin konnte dem Basentriplett UUU zugeordnet werden.
Die Triplett-Struktur des Codes war 1961 von Francis Crick, Sydney Brenner und zwei Kollegen nachgewiesen worden, die Frage der genauen Zuordnung der 20 Aminosäuren zu den Basentripletts rückte damit ins Zentrum der Forschung. Die entscheidende Experimentalserie in Nirenbergs Labor am NIH in Bethesda (Maryland), die zur Identifizierung des ersten Codes am 27. Mai 1961 führte, wurde ab dem 15. Mai 1961 von Matthaei in Austausch mit Nirenberg konzipiert und durchgeführt. Matthaei war damals Post-Doktorand im Labor von Nirenberg, der damals auch noch relativ unbekannt war. Nirenberg trug über das Ergebnis im August 1961 auf dem internationalen Biochemie-Kongress in Moskau vor, was einen hektischen Konkurrenzkampf von Laboren zur Identifizierung der restlichen Codebestandteile auslöste. Nirenberg erhielt für die Entdeckung 1968 den Nobelpreis für Physiologie oder Medizin. Die anderen Preisträger waren Gobind Khorana und Robert Holley, Matthaei erhielt keinen Anteil. Die weiteren Basencodes wurden bis 1966 identifiziert.

## Das Experiment
Im so genannten „Triplettbindungstest“ von Nirenberg und Matthaei wurden kurze messenger-RNA (mRNA) Stücke mit bekannten Basensequenzen synthetisiert (bei der ersten Durchführung bekamen sie schon fertig synthetisierte RNA von ihren älteren Kollegen Maxine Singer und Leon Heppel). Diese mischten die beiden Forscher mit Ribosomen, die aus Bakterien isoliert worden waren. Untersuchungen zeigten zunächst, dass sich Ribosomen und mRNA aneinander anlagerten. Danach wurden alle für die Proteinbiosynthese nötigen Bestandteile in ein Reagenzglas: Gereinigte Ribosomen, ein Gemisch aller 20 Aminosäuren (von Versuch zu Versuch war eine andere Aminosäure radioaktiv markiert) und schließlich eine synthetische mRNA, mit einer bekannten Basensequenz. Nachdem alle Komponenten zusammengefügt worden waren und miteinander reagieren konnten, wurde das Gemisch auf einen Filter gegeben, der Ribosomen, mRNA und neu synthetisiertes Protein zurückhielt, freie Aminosäuren aber durchließ. Dann wurde untersucht, ob sich radioaktives Material im Filtrat befand oder eben zurückgehalten wurde.
Bei Zugabe einer mRNA der Basensequenz UUU in dieses zellfreie System zur Genexpression und mit radioaktiv markierter Aminosäure Serin, wurde keine Radioaktivität auf dem Filter gebunden (d. h. keine Synthese von Poly-Serin). Gab man jedoch im nächsten Versuch anstelle von Serin die radioaktiv markierte Aminosäure Phenylalanin hinzu, fand sich das radioaktive Signal auf dem Filter (d. h. Synthese von Poly-Phenylalanin). Auf diese Weise konnte bewiesen werden, dass das Basentriplett UUU die Aminosäure Phenylalanin codiert.
Mit der gleichen Methode konnte dem Basentriplett AAA und dem Triplett CCC die Aminosäuren Lysin und Prolin zugeordnet werden. Das Codon GGG konnte bei dem Experiment jedoch noch nicht entschlüsselt werden, aufgrund dessen Sekundärstruktur, die dazu führte, dass das Basentriplett nicht an die Ribosomen gebunden werden konnte.
In einem weiteren Versuch wurde dem System eine mRNA mit der Basensequenz UCU hinzu gegeben. Radioaktives Serin fand sich nun auf dem Filter (d. h. Synthese von Poly-Serin), radioaktives Phenylalanin hingegen im Filtrat (d. h. keine Synthese von Poly-Phenylalanin).
Aus diesen Ergebnissen konnte man schließen, dass bei Zusammenpassen von Basentriplett mit der Aminosäure eine Proteinbiosynthese stattfindet und die mRNA translatiert wird.
Horace Freeland Judson wies auf einige glückliche Umstände des Experiments zum Beispiel in der Wahl von UUU hin. Es war handhabbarer und effizient als andere künstliche RNAs und das Produkt Phenylalanin sehr leicht nachzuweisen, es war so träge und unlöslich, dass es fast von selbst zum Niederschlag kam. Judson trat aber auch der Einschätzung eines Glückstreffers entgegen, zumal Nirenberg und Matthaei zum Zeitpunkt des Experiments als Wissenschaftler auf diesem Gebiet völlig unbekannt waren und ihr Durchbruch für etablierte Wissenschaftler in dem Gebiet völlig überraschend kam. So wurde bekannt, dass nur eine wenig geringere Magnesium-Konzentration, wie sie etwa in der Zelle unter natürlichen Bedingungen herrschen, das Experiment mit UUU hätte scheitern lassen. Matthaei und Nirenberg hatten aber den Magnesium-Anteil systematisch variiert. Beide hatten bei der Konzeption des Experiments keinen direkten Kontakt zu den führenden Forschergruppen und gingen nach Angaben in der Literatur vor (Paul  Zamecnik und M. R. Lamborg und insbesondere einem Labor-Report von Alfred Tissières).

## Nachweise
1. ↑  Nirenberg, M. W. & Matthaei, J. H. (1961): The dependence of cell-free protein synthesis in E. coli upon naturally occurring or synthetic polyribonucleotides. In: Proc. Natl. Acad. Sci. U.S.A. Bd. 47, S. 1588–1602. PMID 14479932 (doi:10.1073/pnas.47.10.1588)
2. ↑  Judson, The eighth day of creation, Cold Spring Harbor Press 1996, S. 460f. Matthaei begann das Experiment um 3 Uhr morgens und hatte die Ergebnisse um 8 oder 9 Uhr morgens, als er sie seinem Kollegen Gordon Tomkins mitteilte.
3. ↑  Vgl. S. 231 (via Google Books) in Hans-Jörg Rheinberger: Experimentalsysteme und epistemische Dinge. Wallstein Verlag, Göttingen 2001. ISBN 3-89244-454-4
4. ↑  Informationen der Nobelstiftung zur Preisverleihung 1968 an Marshall Nirenberg, Gobind Khorana und Robert Holley (englisch)
5. ↑  Judson, The great betrayal, 2004, S. 60
6. ↑  Abhinav Tiwari: 3 Kinds of Approaches by which the Genetic Code has been Cracked or Deciphered. In: Preserve article. Abgerufen am 14. April 2019 (englisch).
7. ↑  Judson, The eighth day of creation, 1996, 461